# Enzo Forcella
(Corrado Stajano)
Enzo Forcella (Roma, 15 maggio 1921 – Roma, 9 febbraio 1999) è stato uno scrittore, giornalista e storico italiano, vincitore del Premio Bagutta nel 1975 con Celebrazione di un trentennio.

## Biografia
Orfano di guerra, si diplomò al Convitto nazionale Vittorio Emanuele II di Roma beneficiando del posto gratuito previsto per gli studenti meritevoli.
Nel dopoguerra intraprese la carriera di giornalista collaborando con La Stampa di Torino, dove rimane fino al 1960, chiamato poi da Italo Pietra a Il Giorno. Dimessosi nel 1972, fu nel gruppo iniziale di giornalisti che segue la nascita de La Repubblica.
Dal 1976 al 1986 ricoprì il ruolo di direttore di Rai Radio 3, inventando la rassegna Prima pagina. Dal 1979 al 1989 ricoprì inoltre la carica di presidente dell'Istituto romano per la storia d'Italia dal fascismo alla Resistenza (IRSIFAR).
Tra le altre attività di Forcella vi fu anche la collaborazione con Francesco Rosi alla stesura della sceneggiatura di Le mani sulla città, del 1963.

## Riconoscimenti
- Premiolino nel 1960 per l'articolo Gli spartani inorriditi[4].
- Premio Bagutta nel 1975 con Celebrazione di un trentennio.

## Opere
- Millecinquecento lettori. Confessioni di un giornalista politico, Tempo Presente, 1959, riedito postumo da Donzelli nel 2004, ISBN 88-7989-866-3.
- Plotone d'esecuzione, Roma-Bari, Laterza, 1968.
- Celebrazione di un trentennio, Milano, Arnoldo Mondadori Editore, 1975.
- La Resistenza in convento, con introduzione di Pietro Citati, Torino, collana Gli struzzi, Editore Einaudi, 1999, ISBN 978-88-06-14880-5.